# Patrice Vergriete

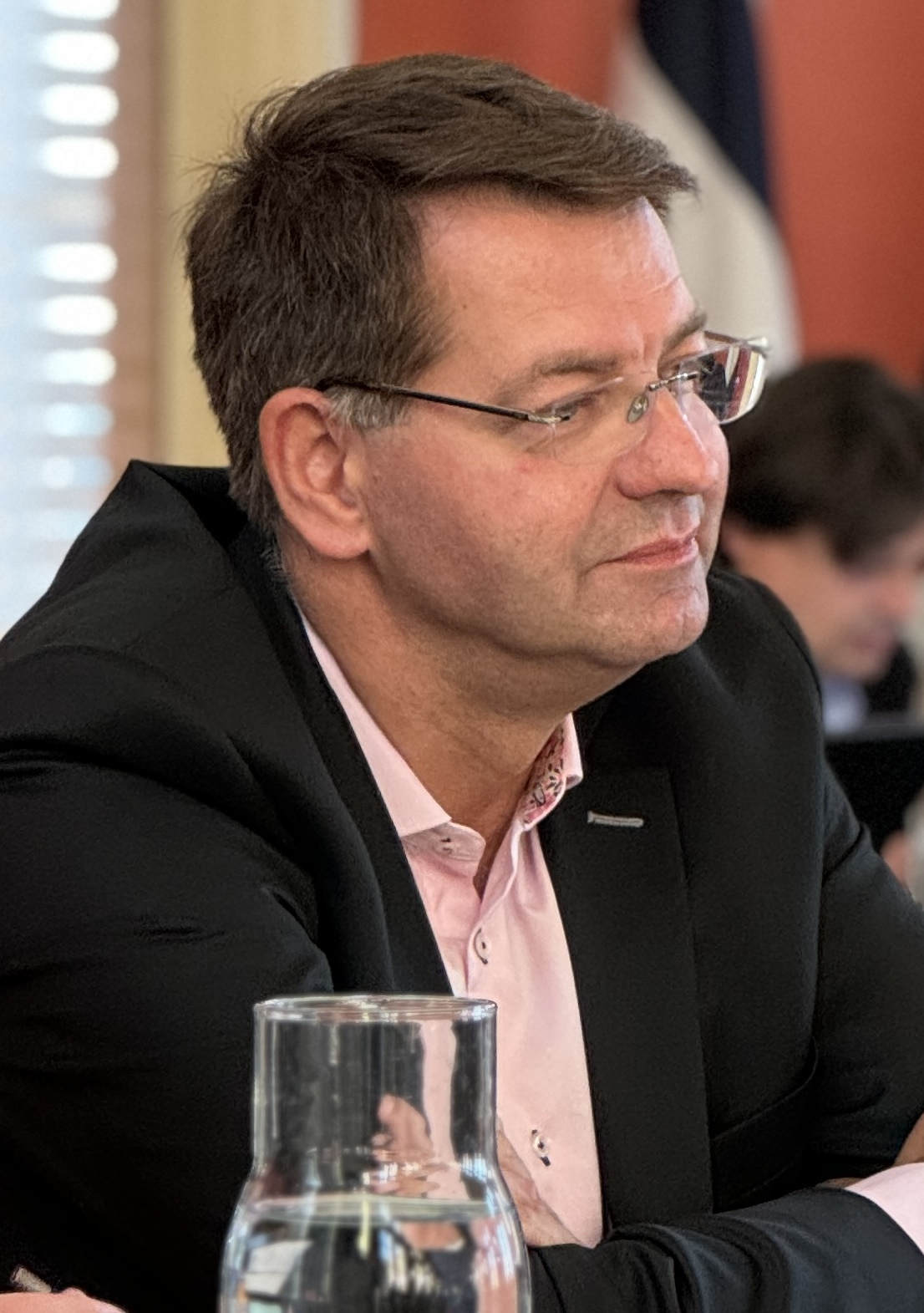
Patrice Vergriete (2023)

Patrice Vergriete (* 4. Juli 1968 in Dunkerque, dt. Dünkirchen) ist ein französischer Politiker. Er war von Februar bis September 2024 Beigeordneter Minister für Verkehr in der Regierung von Ministerpräsident Gabriel Attal (RE) tätig ist. Zuvor war er Minister für Wohnungsbau und ab 2014 Bürgermeister der nordfranzösischen Industrie- und Hafenstadt Dunkerque.

## Familie und Ausbildung
Geboren als Sohn einer Arbeiterfamilie wuchs er in Dünkirchen auf. Nach Abschluss des Abiturs besuchte er in Paris ein wissenschaftliches Vorbereitungsprogramms an der renommierten Lycée Louis-le-Grand. 1989 war er Absolvent der École polytechnique in Paris. Im Anschluss erlangte er 1995 an der École nationale des ponts et chaussées sein Diplom und wurde Brücken-, Wasser- und Waldingenieur.

## Karriere
Von 1993 bis 2023 war er Mitglied der Parti socialiste (PS). Sein beruflicher Einstieg begann bei der Organisation für wirtschaftliche Zusammenarbeit und Entwicklung (OECD) im Schloss La Muette, Paris. Danach stieg er in die Politik ein, war tätig für Minister im Kabinett und kehrte nach Dünkirchen zurück, wo er sich u. a. im Städtebau engagierte.
Als Bürgermeister von Dünkirchen fiel in seine Amtszeit die dauerhafte Einführung ab September 2018 des kostenlosem öffentlichen Personennahverkehr (ÖVPN) mit rund 200.000 Einwohnern in der Stadt Dünkirchen. Le Monde beschrieb Vergriete in seiner dortigen Amtszeit von 2014 bis Anfang 2023 als „Hauptarchitekten der Reindustrialisierung“ der Stadt. In der ersten Jahreshälfte 2023 wurde er kurzfristig Vorsitzender des Verwaltungsrats der französischen Agentur zur Finanzierung der Verkehrsinfrastruktur (AFIT France).
Am 23. Juli 2023 zog er als Minister für Wohnungsbau in das Kabinett Borne ein. Im Rahmen der Kabinettsumbildung Attal wurde er im Januar 2024 zum Verkehrsminister ernannt, ein Amt, das Christophe Béchu (Horizons), dem Minister für den ökologischen Übergang und territorialen Zusammenhalt unterstellt war.  Vergriete amtierte bis zum Ende des Kabinetts am 5. September 2024.
Die Deutsche Verkehrs-Zeitung beschrieb Patrice Vergriete und seine Funktion wie folgt: „Zu wichtigen Aufgaben des neuen Verkehrsministers, der laut der französischen Publikation „Transport Info“ wegen seiner Größe den Spitznamen „Doppelmeter“ trägt, gehören der Klimaschutz und die Finanzierung des Verkehrssystems. Er soll sich auch darum kümmern, wie es nach der von der Europäischen Kommission geforderten Aufspaltung von Fret SNCF mit dem Schienengüterverkehr im Land weitergeht.“